# Georg Hanssen

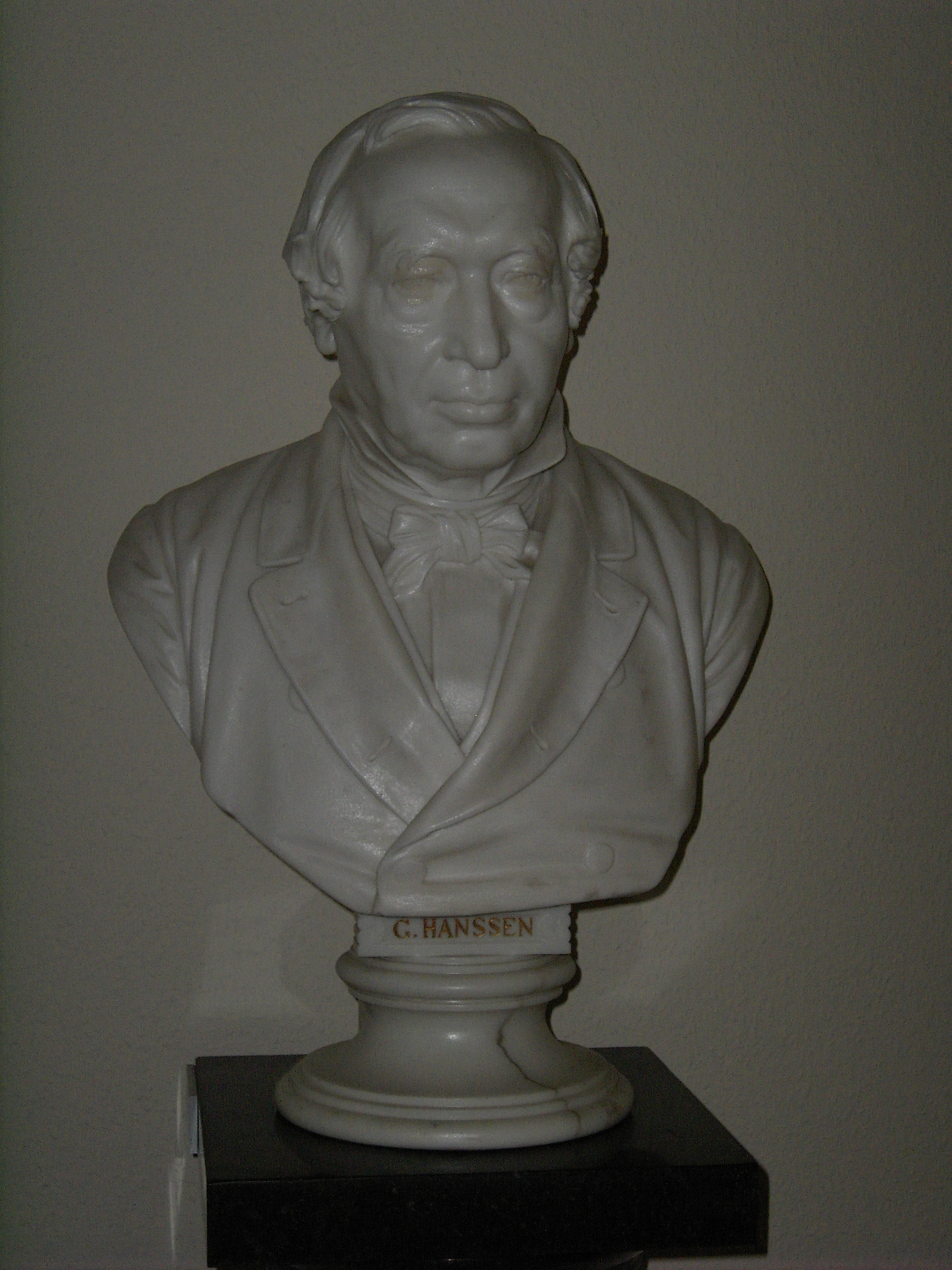
Georg Hanssen.

Georg Hanssen, född 31 maj 1809 i Hamburg, död 19 december 1894 i Göttingen, var en tysk nationalekonom, statistiker och agrarhistoriker.
Hanssen studerade i Heidelberg (där han starkt påverkades av Karl Heinrich Rau) och Kiel, där han blev filosofie doktor 1833. Åren 1834-37 levde han i Köpenhamn, varifrån han återvände till Kiel som professor i nationalekonomi och statistik; 1842 kallades han till Leipzig, kom 1848 till Göttingens, 1860 till Berlins universitet, 1869 åter till Göttingen. 
Utgående från den förutsättningen, att nationalekonomin huvudsakligen är en empirisk vetenskap, framställde Hanssen inte något nationalekonomiskt system, utan utarbetade, förutom mängd artiklar i facktidskrifter, statistiska monografier över enskilda nationalekonomiska eller finansiella frågor, övervägande av agrarhistoriskt och agrarpolitiskt innehåll. En sammanställning av hans hithörande arbeten föreligger i verket Agrarhistorische Abhandlungen (två band, Leipzig 1880-84).
Då hans föräldrar var från Schleswig, betraktade han detta som sitt egentliga fädernesland och en rad av hans skrifter behandlar förhållanden i Schleswig-Holstein: Statistische Forschungen über das Herzogtum Schleswig (1833), Holsteinische Eisenbahn (1840), Die Aufhebung der Leibeigenschaft und die Umgestaltung der gutsherrlich-bäuerlichen Verhältnisse überhaupt in den Herzogtümern Schleswig und Holstein (1861).